# Barbara Mueller
Barbara Ann Mueller (* 23. Mai 1933 in Chicago) ist eine ehemalige US-amerikanische Hürdenläuferin, Fünfkämpferin und Hochspringerin.
Über 80 m Hürden wurde sie bei den Panamerikanischen Spielen 1955 in Mexiko-Stadt Fünfte und schied bei den Olympischen Spielen 1956 in Melbourne im Vorlauf aus. 1959 wurde sie bei den Panamerikanischen Spielen in Chicago Vierte, wobei sie im Vorlauf mit 11,4 s einen US-Rekord aufstellte.
1955 und 1956 wurde sie US-Meisterin im Fünfkampf, 1954 US-Hallenmeisterin über 50 Yards Hürden und im Hochsprung.